# سباق باريس روبيه 2006
طواف باريس 2006 هو سباق دراجات هوائية أقيم بتاريخ أبريل 9، تكون السباق من مرحلة واحدة، وامتدّ لمسافة 259 كم، وبسرعة 42.24 كم/س، استغرق السباق 6 ساعات و07 دقيقة و54 ثانية. فاز به السويسري فابيان كانسيليرا.

## الترتيب
| م                     | الدرّاج           | البلد  | الزمن                       |
| --------------------- | ---------------- | ------ | --------------------------- |
| الفائز بالترتيب العام | فابيان كانسيليرا | سويسرا | 6 ساعات و07 دقيقة و54 ثانية |